# Josh Hartnett
Joshua Daniel Harnett (Saint Paul, Minnesota, 1978. július 21. –) amerikai színész, filmproducer. 
1997-ben a Cracker című televíziós bűnügyi drámasorozatban alakított főszerepet, majd a filmvásznon a Halloween H20 – Húsz évvel később (1998) című horrorfilmben debütált, ezután feltűnt a Faculty – Az invázium (1998) és az Öngyilkos szüzek (1999) című filmekben. A 2001-es év folyamán fontosabb szereplései voltak a Pearl Harbor – Égi háború, az O (Othello) és A Sólyom végveszélyben című filmekben. 2002-ben a 40 nap és 40 éjszaka című romantikus vígjátékban főszerepelt.
Játszott a 2006-os Alvilági játékok és a Fekete Dália című bűnügyi thrillerekben, a 2007-es Viszlát, Bajnok! című filmdrámában, A sötétség 30 napja című horrorfilmben, valamint a Véres monszun (2009) című thrillerben. 2014 és 2016 között főszerepet kapott a Londoni rémtörténetek című horrorsorozatban.

## Élete

### Fiatalkora
Hartnett Minnesota államban született. Nevelésében apja, az építésvezető Daniel Hartnett játszotta a főszerepet, illetve mostohaanyja, Molly. Az ír származású Hartnettnek három fiatalabb féltestvére van: Jessica, Jack és Joe. Saint Paulban nőtt fel, római katolikus nevelésben részesült, s a Nativity of Our Lord Catholic Grade Schoolba járt, ahol nyolcadikos korában szerepet játszott egy előadáson. Később a Cretin-Derham Hall High School tanulója volt, mielőtt a minneapolisi South High Schoolba került, ahol 1996 júniusában érettségizett. Középiskolában futballozott, de sérülés miatt abbahagyta.
Hartnett a New Yorkban található Purchase-i, a szabad-, vizuális- és előadóművészetek iskolájába is járt. Első munkahelye egy helyi videotékában volt, de dolgozott a McDonald’snál és a Burger Kingnél is egy rövid ideig, mielőtt a minneapolisi Youth Performance Companynál kezdett színészkedni. Hartnett vegetáriánus és nagy dzsessz-rajongó.

### Karrierje
1997 áprilisában került sor Hartnett tévéképernyős debütjére a Cracker címet viselő, rövid életű sorozatban, ahol Michael Fitzgeraldot alakította. Szerepelt továbbá kisebb színdarabokban és tévéreklámokban, mielőtt beválasztották első filmszerepére: Jamie Lee Curtis fiát formálta meg a Halloween – Húsz év múlva című filmben. Az 1998-as produkció anyagi sikernek örvendett.
Hartnett azóta szilárd filmes pályafutást tudhat magáénak, számos sikeres hollywoodi produkció főszerepét játszotta el, úgymint a Faculty – Az invázium, a Pearl Harbor – Égi háború és A Sólyom végveszélyben. 1999-ben a Teen People Magazin „21 legdögösebb sztárja 21 alatt” választásán felkerült a listára, majd 2002-ben a „25 legdögösebb sztár 25 alatt”-ra is, illetve ugyanebben az évben bekerült a People Magazine 50 legszebb embere közé, s ezen kívül a Bliss Magazine a harmadik legszexisebb férfinek szavazta meg.
Hartnett az elmúlt két évben szerepelt a A Fekete Dália című bűnügyi drámában, amiben egy Elizabeth Short színésznő notórius, valóban élt gyilkosa után nyomozó detektívet alakított. Öt évvel a film elkészülte előtt kapta meg a szerepet, s azóta is elkötelezettje maradt, mert annyira tetszett neki a tárgya. 2007-es munkái között találunk egy drámát, amiben Samuel L. Jacksonnal játszik együtt és egy képregényfeldolgozást, ahol egy kisvárosi seriff szerepében láthatjuk. A 2008-as Sundance Filmfesztiválon mutatták be az August című filmet, s még ugyanebben az évben A zöld papaja illata rendezőjével dolgozik együtt egy detektívtörténetben.

## Filmográfia

### Film
| Év   | Magyar cím                          | Eredeti cím                       | Szerep                     | Magyar hang      |
| ---- | ----------------------------------- | --------------------------------- | -------------------------- | ---------------- |
| 1998 | H20 – Halloween húsz évvel később   | Halloween H20: 20 Years Later     | John Tate                  | Fekete Zoltán    |
| 1998 |                                     | Debutante (rövidfilm)             | Bill                       |                  |
| 1998 | Faculty – Az invázium               | The Faculty                       | Zeke Tyler                 | Fekete Zoltán    |
| 1998 | Faculty – Az invázium               | The Faculty                       | Zeke Tyler                 | Renácz Zoltán    |
| 1999 | Öngyilkos szüzek                    | The Virgin Suicides               | Trip Fontaine              | Markovics Tamás  |
| 1999 | Öngyilkos szüzek                    | The Virgin Suicides               | Trip Fontaine              | Czető Ádám       |
| 2000 | Itt a földön                        | Here on Earth                     | Jasper Arnold              | Seszták Szabolcs |
| 2001 |                                     | Member (rövidfilm)                | Gianni                     |                  |
| 2001 | Fújd szárazra, édes!                | Blow Dry                          | Brian Allen                | Markovics Tamás  |
| 2001 | Félrelépősdi                        | Town & Country                    | Tom Stoddard               |                  |
| 2001 | Pearl Harbor – Égi háború           | Pearl Harbor                      | Danny Walker               | Kaszás Gergő     |
| 2001 | O (Othello)                         | O                                 | Hugo Goulding              | Moser Károly     |
| 2001 |                                     | The Same                          | szomszéd                   |                  |
| 2001 |                                     | Short6 (rövidfilm)                | Gianni                     |                  |
| 2001 | A Sólyom végveszélyben              | Black Hawk Down                   | Matt Eversmann             | Hevér Gábor      |
| 2002 | 40 nap és 40 éjszaka                | 40 Days and 40 Nights             | Matt Sullivan              | Király Attila    |
| 2003 | Hollywoodi őrjárat                  | Hollywood Homicide                | K.C. Calden nyomozó        | Széles Tamás     |
| 2003 |                                     | Zéro Un (rövidfilm)               | szomszéd                   |                  |
| 2004 | Wicker Park                         | Wicker Park                       | Matthew Simon              | Viczián Ottó     |
| 2005 | Hóbortos szerelem                   | Mozart and the Whale              | Donald Morton              | Szabó Máté       |
| 2005 | Sin City – A bűn városa             | Sin City                          | The Salesman               | Nagy Ervin       |
| 2005 | Eltévedt lelkek                     | Stories of Lost Souls             | szomszéd                   |                  |
| 2006 | Fekete Dália                        | The Black Dahlia                  | Dwight "Bucky" Bleichert   | Balázs Zoltán    |
| 2006 | Alvilági játékok                    | Lucky Number Slevin               | Slevin Kelevra             | Rába Roland      |
| 2007 | Viszlát, Bajnok!                    | Resurrecting the Champ            | Erik Kernan                | Varga Gábor      |
| 2007 | Történetek Amerikáról               | Stories USA                       | Gianni                     |                  |
| 2007 | A sötétség 30 napja                 | 30 Days of Night                  | Eben Oleson                |                  |
| 2008 | Augusztus                           | August                            | Tom Sterling               | Hujber Ferenc    |
| 2009 | Véres monszun                       | I Come with the Rain              | Kline                      | Stohl András     |
| 2010 |                                     | Bunraku                           | The Drifter                |                  |
| 2011 |                                     | Girl Walks into a Bar             | Sam Salazar                |                  |
| 2011 |                                     | Stuck Between Stations            | Paddy                      |                  |
| 2013 |                                     | The Lovers                        | James Stewart / Jay Fennel |                  |
| 2014 |                                     | Parts per Billion                 | Len                        |                  |
| 2015 | Wild Horses                         | Wild Horses                       | KC Briggs                  | Király Attila    |
| 2017 | Ó, Lucy!                            | Oh Lucy!                          | John Woodruff              |                  |
| 2017 | Az oszmán hadnagy                   | The Ottoman Lieutenant            | Jude                       |                  |
| 2017 | Fagyos pokol                        | 6 Below: Miracle on the Mountain  | Eric LeMarque              | Szabó Máté       |
| 2019 |                                     | She's Missing                     | Ren                        |                  |
| 2019 |                                     | Valley of the Gods                | John Ecas                  |                  |
| 2019 |                                     | Inherit the Viper                 | Kip Riley                  |                  |
| 2020 | A Góliát akció                      | Most Wanted                       | Victor Malarek             | Crespo Rodrigo   |
| 2021 | Egy igazán dühös ember              | Wrath of Man                      | Dave Hancock               | Varga Gábor      |
| 2021 |                                     | Ida Red                           | Wyatt Walker               |                  |
| 2023 | Fortune hadművelet – A nagy átverés | Operation Fortune: Ruse de Guerre | Danny Francesco            | Varga Gábor      |
| 2023 | Oppenheimer                         | Oppenheimer                       | Ernest Lawrence            | Szatory Dávid    |
| 2024 | A csapda                            | Trap                              | Cooper Adams               | Széles Tamás     |

### Televízió
| Év        | Magyar cím              | Eredeti cím                | Szerep                                         | Megjegyzések              |
| --------- | ----------------------- | -------------------------- | ---------------------------------------------- | ------------------------- |
| 1997–1999 |                         | Cracker                    | Michael "Fitz" Fitzgerald                      | főszereplő (16 epizód)    |
| 2014–2016 | Londoni rémtörténetek   | Penny Dreadful             | Ethan Chandler / Lawrence Talbot / Farkasember | főszereplő (27 epizód)    |
| 2015      | Tömény történelem       | Drunk History              | Clark Gable                                    | 1 epizód                  |
| 2020      |                         | Die Hart                   | Josh Hartnett                                  | főszereplő (10 epizód)    |
| 2020      |                         | Paradise Lost              | Yates Forsythe                                 | főszereplő (10 epizód)    |
| 2021      | Irtsd ki mind a vadakat | Exterminate All the Brutes | fehér ember                                    | főszereplő (minisorozat)  |
| 2022      |                         | The Fear Index             | Alexander Hoffmann                             | főszereplő (minisorozat)  |
| 2023      | Fekete tükör            | Black Mirror               | David Ross                                     | 1 epizód (Túl a tengeren) |
| 2024      | A mackó                 | The Bear                   | Frank                                          | 1 epizód                  |

## Fordítás
- Ez a szócikk részben vagy egészben  a   Josh Hartnett című angol Wikipédia-szócikk fordításán alapul.  Az eredeti cikk szerkesztőit annak laptörténete sorolja fel. Ez a jelzés csupán a megfogalmazás eredetét és a szerzői jogokat jelzi, nem szolgál a cikkben szereplő információk forrásmegjelöléseként.